# Tillandsia 'Pine Cone'
Tillandsia 'Pine Cone' es un cultivar híbrido del género Tillandsia perteneciente a la familia Bromeliaceae.
Es un híbrido creado en el año 1990 con las especies Tillandsia ionantha × desconocida.